# Gubernatorzy Birmy
Lista gubernatorów brytyjskiej administracji kolonialnej w Birmie.

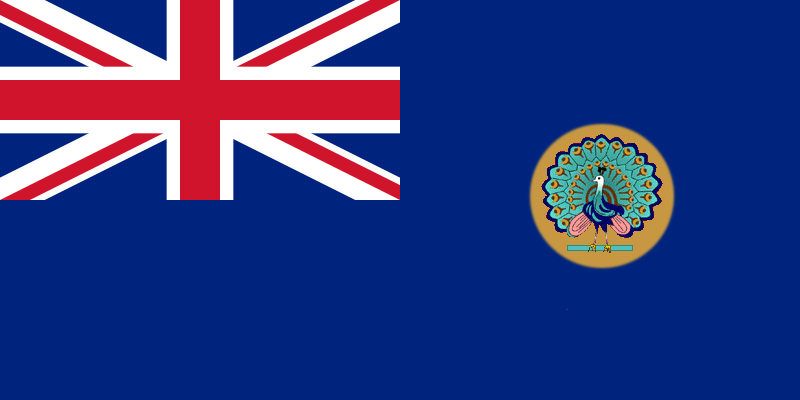
Flaga kolonialnej Birmy

## Szefowie brytyjskiej administracji kolonialnej w Birmie

### Główni komisarze
- 1862–1867: Arthur Purves Phayre
- 1867–1871: Albert Fytche
- 1871–1875: Ashley Eden
- 1875–1878: Augustus Rivers Thompson
- 1878–1880: Charles Umpherston Aitchinson
- 1880–1883: Charles Edward Bernard
- 1883–1886: Charles Haukes Todd
- 1886–1887: Charles Edward Bernard
- 1887–1890: Charles Haukes Todd
- 1890–1895: Alexander Mackenzie
- 1895–1897: Frederick Fryer

### Gubernatorzy porucznicy
- 1897–1903: Frederick Fryer
- 1903–1905: Hugh Barnes
- 1905–1910: Hebert White
- 1910–1915: Harvey Adamson
- 1913–1913: George Shaw
- 1915–1917: Harcourt Butler
- 1917–1918: Walter Francis Rice
- 1918–1922: Reginald Craddock
- 1922–1923: Harcourt Butler

### Gubernatorzy
- 1923–1927: Harcourt Butler
- 1927–1932: Charles Innes
- 1932–1936: Hugh Stephenson
- 1936–1941: Archibald Cochrane
- 1941–1946: Reginald Dorman-Smith
- 1946–1948: Hugh Rance

## Linki Zewnętrzne
- World Statesmen – Myanmar (Burma)